# Friedrich Stoll
Friedrich Stoll (* 1597; † 4. Dezember 1647 in Wien) war kaiserlicher Hof- und Kammermaler.

## Leben und Werk
Friedrich Stoll erhielt 1620 das Wiener Bürgerrecht und war ab 1623 für den Wiener Hof tätig, wo er 1631 zum kaiserlichen Kammermaler ernannt wurde. Ab diesem Zeitpunkt scheint er wiederholt in den Wiener Heiratsmatrikeln als Trauzeuge für seine Berufskollegen auf.
Das wahrscheinlich einzige heute noch erhaltene Werk Stolls, das er für den kaiserlichen Hof malte, befindet sich heute in der Gemäldegalerie des Kunsthistorischen Museums in Wien (Inv. Nr. GG3113). Es handelt sich dabei um ein Porträt der ersten Gemahlin Kaiser Ferdinands III., der Infantin von Spanien Maria Anna und deren Sohn Ferdinand Franz. Das in der Tradition des höfischen Porträts gehaltene Werk dürfte auf Grund des Alters des Kindes (geb. 1633) etwa um 1636 entstanden sein.

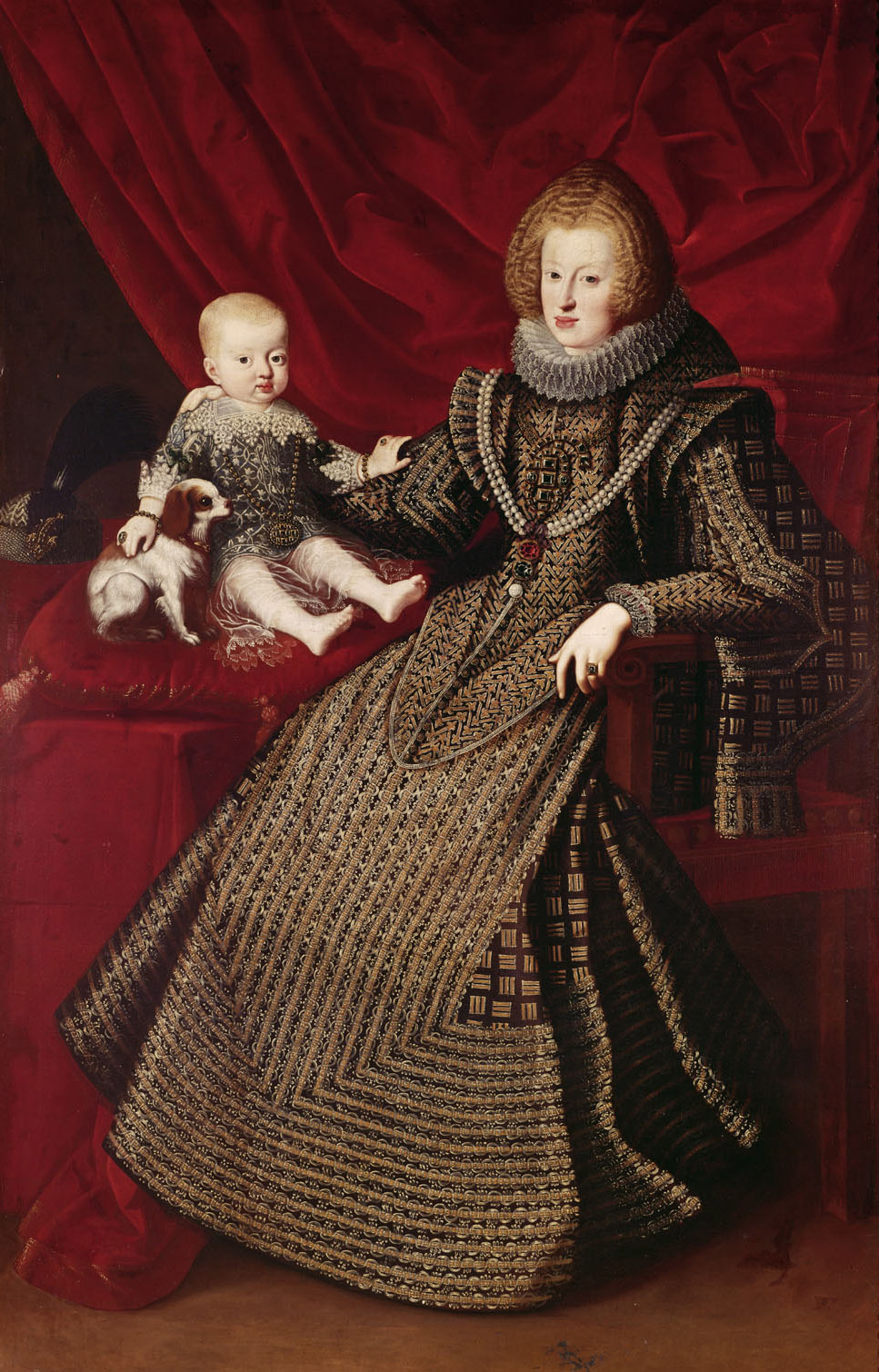
Porträt Kaiserin Maria Anna mit Erzherzog Ferdinand Franz (um 1636). Kunsthistorisches Museum, Inv. Nr. GG3113

Seine größte künstlerische Tätigkeit entfaltete Stoll außerhalb des kaiserlichen Hofes, so kaufte der zu diesem Zeitpunkt erst vierundzwanzigjährige große Mäzen Karl Eusebius von Liechtenstein bei Stoll vier Gemälde um 300 Gulden, die jedoch verschollen sind. Um 1636 dürfte Stoll die „Marienkrönung mit dem heiligen Michael und Stiftern“ der Pfarrkirche von Straß im Straßertale in Niederösterreich gemalt haben. Die dargestellten Stifter sind Mitglieder der Familie Verdenberg und es ist die Nachricht überliefert, dass der Hofmaler Friedrich Stoll am 15. Mai 1636 vom Grafen Johann von Verdenberg „zu volliger Bezallung seiner Arbeith darunter auch die vier Altarbletter auf Gravenegg, Namist, Rossiz und Straß“ 200 Gulden erhielt.
Friedrich Stoll war offenbar ein recht geübter und nicht ungeschickter Porträtist seiner Zeit, was sich in der minutiösen Wiedergabe von Einzelheiten wie Kragen, Stoffeinsätzen und Manschetten; aber auch in der Differenzierung der Köpfe, der Steifheit der Haltung der Dargestellten und ihrer Gewänder zeigt. Dieser Stil erinnert stark an einige niederländische Porträtisten wie Anthonis van Dyck und vor allem auch an Werke des Antwerpener Malers Joost Suttermanns, der sich 1623/24 in Wien aufhielt und hier als Porträtist für den kaiserlichen Hof tätig war.
Nach 1640 dürfte Stoll nicht mehr für den Wiener Hof tätig gewesen sein. Am 4. Dezember 1647 starb er im Alter von 50 Jahren in Wien.